# Hypersomnie
Hypersomnie of hypersomnia is een slaapstoornis. De aandoening wordt gekenmerkt door overmatige slaperigheid overdag en kan een symptoom zijn van verschillende lichamelijke of psychische ziektebeelden. De slaperigheid komt voor in verschillende gradaties, van bijvoorbeeld vermoeidheid na een maaltijd tot onbedoeld wegdommelen in gezelschap. Door slaperigheid vertonen lijders soms 'automatisch' gedrag, dat ze zich na afloop vaak niet kunnen herinneren. Ondanks de slaperigheid is er in principe geen sprake van overmatige vermoeidheid en heeft een lijder voldoende energie voor zijn taken.
Sociaal kan hypersomnie een behoorlijk probleem vormen. Het komt voor dat de omgeving iemand als lui of ongemotiveerd ziet en in slaap vallen tijdens bijvoorbeeld een vergadering wordt niet als acceptabel gezien. Vaak proberen mensen met de aandoening dan ook te maskeren dat ze eraan lijden door bijvoorbeeld tussendoor op een rustige plaats even te slapen. Meestal hebben ze zelf geen erg positief beeld van hun prestaties op het werk.
Een ernstige vorm van hypersomnie wordt narcolepsie genoemd. Hierbij kan iemand zich niet meer verzetten tegen slaapaanvallen en valt plotseling in slaap. Doordat de spieren zich onmiddellijk ontspannen, komt het voor dat iemand plotseling ten val komt. Dit kan levensgevaarlijk zijn in omstandigheden waarbij doorlopende aandacht vereist is, bijvoorbeeld tijdens het autorijden.